# Chongzuo
Laibin (léase Chong-Tzuó; en chino, 崇左市; pinyin, Chóngzuǒ shì; transcripción antigua, Tsungtso; literalmente, ‘la admiración del río Zuo’, en zhuang, Cungzcoj si) es una ciudad-prefectura en la región autónoma Zhuang de Guangxi, República Popular de China. Su área es de 17 332 km² y su población total para 2018 superó los 2 millones de habitantes.

## Administración
la ciudad-prefectura de Chongzuo está conformada de 7 localidades que se administran en 1 distrito urbano, 1 ciudad suburbana y 5 condados.
- Distrito Jiangzhou (江州区)
- Ciudad Pingxiang (凭祥市)
- Condado Ningming (宁明县)
- Condado Longzhou (龙州县）
- Condado Fusui (扶绥县）
- Condado Daxin (大新县）
- Condado Tiandeng (天等县）

## Historia
Chongzuo es uno de los lugares más antiguos de la cultura Zhuang. Sitios importantes que datan de la era de piedra han sido encontrado aquí. A lo largo del río Ming, en Huashan se pueden encontrar uno de los más grandes grupos de pictogramas de China y del mundo. En muchas rocas se pueden hallar cientos de enormes pictogramas rojos describiendo una gran batalla. El pigmento rojo sigue brillando y permite distinguir claramente figuran individuales, armas y animales. Las rocas, parte de la Montaña Rana, son un sitio importante que dejaron los primeros Zhuang. 
En el 214 a. C., durante la Dinastía Qin, Chongzuo fue parte de la comandancia Xiang(象郡). El general Chino Feng Zicai venció el ataque francés aquí en la Batalla del Paso Zhennan en 1885. Sun Yatsen inició el primer tiro de cañón de la revolución anti-Qing en Chongzuo en 1907. En la década de 1930, después de fomentar la rebelión en otras partes de Guangxi, Deng Xiaoping ayudó a reorganizar a los campesinos y trabajadores aquí durante la rebelión Longzhou y eventualmente formó el octavo Ejército Rojo. Después, en 1979, el ejército Chino invadió Vietnam desde aquí.

## Clima y geografía
Chongzuo está localizado al suroeste de la provincia de Guangxi. Limita con Nanning al este, con Baise en el norte, con Fangchenggang en el sur y con Vietnam al oeste. El Zuo o Río Izquierdo y el You o Río Derecho tienen confluencia en Chongzuo antes de conformar el río Yong. Chongzuo es una zona montañosa con numerosos carst formaciones similares a las de Guilin y a las de Ha Long Bay al norte de Vietnam. Su área es de 17 345 km², de los cuales 7190 km² corresponden a forestación.
El Clima de Chongzuo es tropical lluvioso. La temperatura promedio de enero es de 13.8.o C y la de julio, 28.1.o C. el promedio anual es 20.8-22.4.o C. La precipitación anual está entre los 1088-1799mm.
| Parámetros climáticos promedio de Chongzuo (1991−2015) | Parámetros climáticos promedio de Chongzuo (1991−2015) | Parámetros climáticos promedio de Chongzuo (1991−2015) | Parámetros climáticos promedio de Chongzuo (1991−2015) | Parámetros climáticos promedio de Chongzuo (1991−2015) | Parámetros climáticos promedio de Chongzuo (1991−2015) | Parámetros climáticos promedio de Chongzuo (1991−2015) | Parámetros climáticos promedio de Chongzuo (1991−2015) | Parámetros climáticos promedio de Chongzuo (1991−2015) | Parámetros climáticos promedio de Chongzuo (1991−2015) | Parámetros climáticos promedio de Chongzuo (1991−2015) | Parámetros climáticos promedio de Chongzuo (1991−2015) | Parámetros climáticos promedio de Chongzuo (1991−2015) | Parámetros climáticos promedio de Chongzuo (1991−2015) |
| Mes                                                    | Ene.                                                   | Feb.                                                   | Mar.                                                   | Abr.                                                   | May.                                                   | Jun.                                                   | Jul.                                                   | Ago.                                                   | Sep.                                                   | Oct.                                                   | Nov.                                                   | Dic.                                                   | Anual                                                  |
| ------------------------------------------------------ | ------------------------------------------------------ | ------------------------------------------------------ | ------------------------------------------------------ | ------------------------------------------------------ | ------------------------------------------------------ | ------------------------------------------------------ | ------------------------------------------------------ | ------------------------------------------------------ | ------------------------------------------------------ | ------------------------------------------------------ | ------------------------------------------------------ | ------------------------------------------------------ | ------------------------------------------------------ |
| Temp. máx. media (°C)                                  | 18.4                                                   | 20.0                                                   | 23.3                                                   | 29.0                                                   | 32.4                                                   | 33.5                                                   | 33.8                                                   | 33.6                                                   | 32.5                                                   | 29.9                                                   | 25.8                                                   | 21.0                                                   | 27.8                                                   |
| Temp. media (°C)                                       | 14.1                                                   | 16.3                                                   | 19.2                                                   | 24.2                                                   | 27.3                                                   | 28.7                                                   | 28.9                                                   | 28.5                                                   | 27.4                                                   | 24.6                                                   | 20.4                                                   | 15.9                                                   | 23                                                     |
| Temp. mín. media (°C)                                  | 11.1                                                   | 13.3                                                   | 16.4                                                   | 20.8                                                   | 23.7                                                   | 25.4                                                   | 25.6                                                   | 25.2                                                   | 23.9                                                   | 20.9                                                   | 16.6                                                   | 12.5                                                   | 19.6                                                   |
| Precipitación total (mm)                               | 34.6                                                   | 27.5                                                   | 48.7                                                   | 79.5                                                   | 138.3                                                  | 178.4                                                  | 205.8                                                  | 197.1                                                  | 110.6                                                  | 62.8                                                   | 42.6                                                   | 27.4                                                   | 1153.3                                                 |
| Días de precipitaciones (≥ 0.1 mm)                     | 9.6                                                    | 9.3                                                    | 12.4                                                   | 11.2                                                   | 13.8                                                   | 17.0                                                   | 16.9                                                   | 16.3                                                   | 11.1                                                   | 7.1                                                    | 6.7                                                    | 6.2                                                    | 137.6                                                  |
| Días de nevadas (≥ 1 mm)                               | 0.1                                                    | 0                                                      | 0                                                      | 0                                                      | 0                                                      | 0                                                      | 0                                                      | 0                                                      | 0                                                      | 0                                                      | 0                                                      | 0                                                      | 0.1                                                    |
| Horas de sol                                           | 72.9                                                   | 69.8                                                   | 61.3                                                   | 107.6                                                  | 164.6                                                  | 165.9                                                  | 188.1                                                  | 189.0                                                  | 181.1                                                  | 165.9                                                  | 139.4                                                  | 117.6                                                  | 1623.2                                                 |
| Humedad relativa (%)                                   | 76                                                     | 75                                                     | 78                                                     | 75                                                     | 74                                                     | 78                                                     | 79                                                     | 80                                                     | 77                                                     | 73                                                     | 73                                                     | 72                                                     | 75.8                                                   |
| Fuente: Administración Meteorológica de China          |                                                        |                                                        |                                                        |                                                        |                                                        |                                                        |                                                        |                                                        |                                                        |                                                        |                                                        |                                                        |                                                        |

## Flora y fauna
Chongzuo tiene una enorme biodiversidad con más de 4000 especies de plantas y más de 450 clases de animales. Hay cerca de 30 animales protegidos incluyendo Colobinaes Indo-Chinos negros, bucerotidaes de cresta rayada, pangolines, y panteras nebulosas. Un cuarto de las especies silvestres de China se pueden encontrar en Chongzuo.

## Demografía
La población de Chongzuo asciende a 2.159.735(2009). 89.26% pertenece al grupo étnico de los Zhuang. El resto incluye los grupos étnicos Han, Yao, y otros.

## Economía
Las industrias más grandes de Chongzuó son la forestal y la agricultura. Se cosechan naranjas, arroz, porotos, maíz, yuca, canela, plátanos, verduras, durián, piñas, longan y té aunque el centro de la agricultura de Chongzuo es la caña de azúcar. Animales de granja incluyendo ganando bovino, ovejas, patos, gallinas, gansos, y abejas. La acuicultura está también muy desarrollada. Hierbas medicinales Chinas son tomadas de la naturaleza y también son cultivadas. Los principales recursos minerales incluyen el manganeso, el oro, ferberita, carbón, barita, bentonita, uranio, y vanadio. Aquí se encuentra la producción de manganeso más grande de China y la producción más grande del mundo de bentonita. Otras industrias incluyen la exportaicón de infraestructura, papel, productos forestales tanto como madera o como aguarrás, materiales de construcción, remedios farmacéuticos y manufactura electrónica.

## Turismo

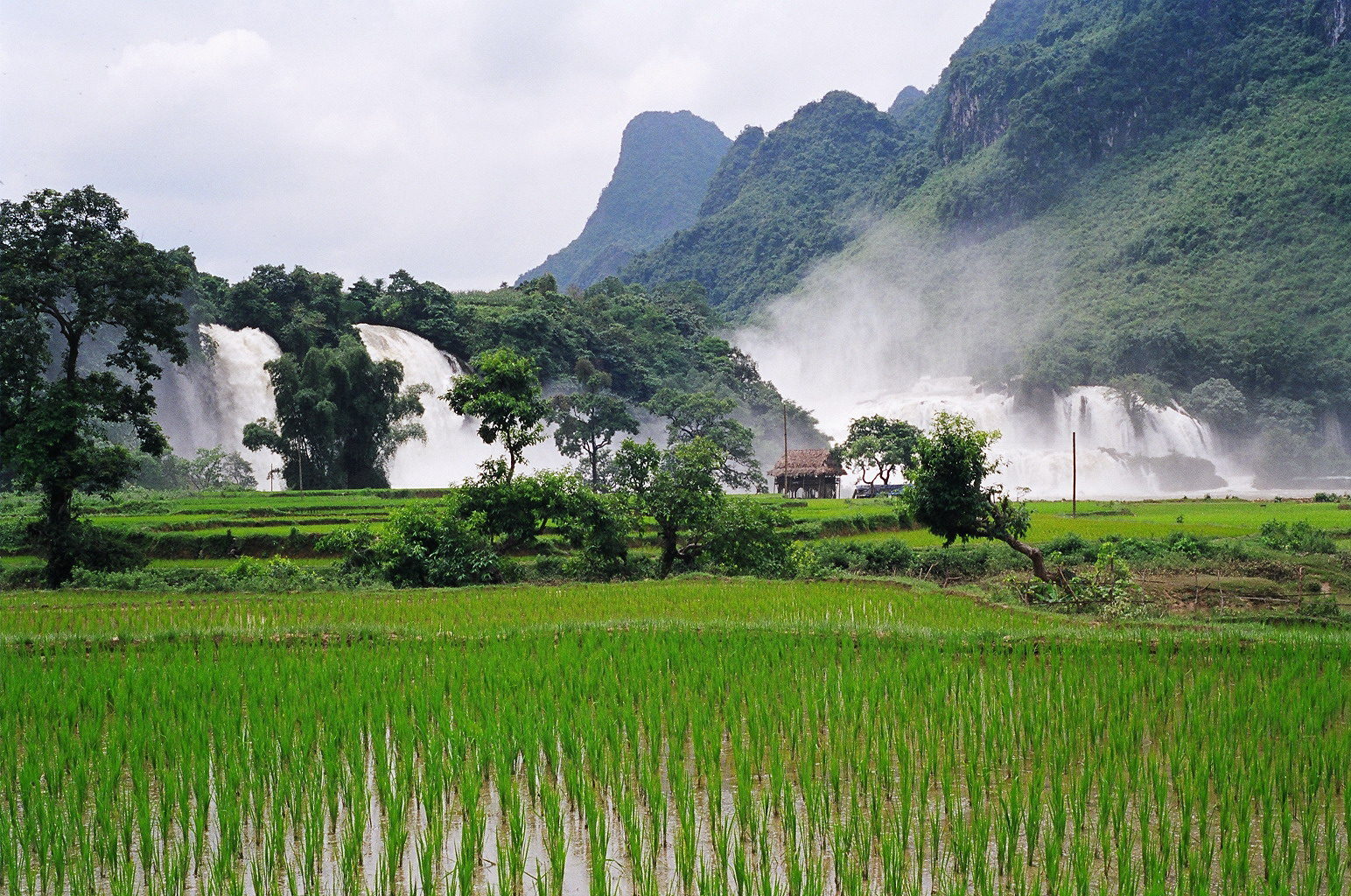
Cataratas Ban Gioc Detian

Chongzuo es famosa por la belleza de su escenario natural. La más famosa tracción es la Cataratas Ban Gioc Detian en el Condado Daxing a lo largo del límite con Vietnam. Es la segunda catarata más grande en una frontera después de las del Niágara y fue uno de los puntos de cruce para el ejército Chino durante la guerra Sino-Vietnamese. Cerca se encuentra la Garganta Tongling accesible solo a través de una caverna desde un cañón cercano. Redescubierta recientemente, tiene muchas especies de plantas endémicas, encontradas solo en la garganta. El oeste de la ciudad Chongzuo, tiene muchos bosques y reservas de animales.

## Cifras históricas
- Huang Qianyao
- Wu Linyun
- Huang Xianfan